# Gare de Heusden
La gare de Heusden (en néerlandais : station Heusden) est une halte ferroviaire belge de la ligne 15, d'Anvers à Hasselt située à Heusden, sur la commune de Heusden-Zolder dans la province de Limbourg en Région flamande.
C'est un point d'arrêt non gardé (PANG) à accès libre de la Société nationale des chemins de fer belges (SNCB) desservi par des trains InterCity (IC).

## Situation ferroviaire
Établi à 36 m d'altitude la gare de Heusden se situe au point kilométrique (PK) 74.6 de la ligne 15, de Y Drabstraat à Y Zonhoven entre les gares ouvertes de Beringen et de Zolder.

## Histoire
Le point d'arrêt de Heusden est mis en service par la SNCB le 2 mai 1933.

## Service des voyageurs

### Accueil
Halte SNCB, c'est un point d'arrêt non gardé (PANG) à accès libre. L'achat des tickets s'effectue un automate de vente et la traversée des voies s'effectue par le passage à niveau.

### Desserte
Heusden est desservie par des trains Omnibus (L) de la SNCB circulant sur la ligne commerciale 15 : Anvers - Lierre - Mol - Hasselt (voir brochure SNCB).
La desserte est quasi identique en semaine et les week-ends. Elle est constituée de trains L reliant Mol à Hasselt, toutes les heures.

## Comptage voyageurs
Le graphique et le tableau montrent le nombre de passagers qui en moyenne embarquent durant la semaine, le samedi et le dimanche.
| Nombre de voyageurs qui embarquent à la gare de Heusden | Nombre de voyageurs qui embarquent à la gare de Heusden | Nombre de voyageurs qui embarquent à la gare de Heusden | Nombre de voyageurs qui embarquent à la gare de Heusden |
|                                                         | Semaine                                                 | Samedi                                                  | Dimanche                                                |
| ------------------------------------------------------- | ------------------------------------------------------- | ------------------------------------------------------- | ------------------------------------------------------- |
| 1977                                                    | 32                                                      | 15                                                      | 27                                                      |
| 1978                                                    | 40                                                      | 13                                                      | 11                                                      |
| 1979                                                    | 31                                                      | 11                                                      | 18                                                      |
| 1980                                                    | 49                                                      | 18                                                      | 24                                                      |
| 1981                                                    | 31                                                      | 9                                                       | 26                                                      |
| 1982                                                    | 49                                                      | 16                                                      | 50                                                      |
| 1983                                                    | 46                                                      | 11                                                      | 27                                                      |
| 1984                                                    | 29                                                      | 12                                                      | 52                                                      |
| 1985                                                    | 34                                                      | 18                                                      | 33                                                      |
| 1986                                                    | 35                                                      | 23                                                      | 20                                                      |
| 1987                                                    | 38                                                      | 30                                                      | 35                                                      |
| 1988                                                    | 44                                                      | 20                                                      | 43                                                      |
| 1989                                                    | 36                                                      | 21                                                      | 26                                                      |
| 1990                                                    | 34                                                      | 26                                                      | 40                                                      |
| 1991                                                    | 61                                                      | 27                                                      | 39                                                      |
| 1992                                                    | 64                                                      | 30                                                      | 51                                                      |
| 1993                                                    | 61                                                      | 24                                                      | 45                                                      |
| 1994                                                    | 94                                                      | 30                                                      | 31                                                      |
| 1995                                                    | 78                                                      | 26                                                      | 51                                                      |
| 1996                                                    | 114                                                     | 78                                                      | 146                                                     |
| 1997                                                    | 92                                                      | 48                                                      | 66                                                      |
| 1998                                                    | 123                                                     | 72                                                      | 108                                                     |
| 1999                                                    | 120                                                     | 34                                                      | 58                                                      |
| 2000                                                    | 159                                                     | 66                                                      | 66                                                      |
| 2001                                                    | 140                                                     | 58                                                      | 82                                                      |
| 2002                                                    | 182                                                     | 72                                                      | 112                                                     |
| 2003                                                    | 195                                                     | 62                                                      | 107                                                     |
| 2004                                                    | 175                                                     | 32                                                      | 60                                                      |
| 2005                                                    | 170                                                     | 49                                                      | 104                                                     |
| 2006                                                    | 191                                                     | 96                                                      | 135                                                     |
| 2007                                                    | 233                                                     | 70                                                      | 154                                                     |
| 2008                                                    | -                                                       | -                                                       | -                                                       |
| 2009                                                    | 205                                                     | 92                                                      | 127                                                     |
| 2010                                                    | -                                                       | -                                                       | -                                                       |
| 2011                                                    | -                                                       | -                                                       | -                                                       |
| 2012                                                    | 241                                                     | 42                                                      | 121                                                     |
| 2013                                                    | 245                                                     | 80                                                      | 112                                                     |
| 2014                                                    | 215                                                     | 57                                                      | 108                                                     |
| 2015                                                    | 148                                                     | 56                                                      | 55                                                      |
| 2016                                                    | 119                                                     | 55                                                      | 61                                                      |
| 2017                                                    | 129                                                     | 37                                                      | 69                                                      |
| 2018                                                    | 145                                                     | 55                                                      | 39                                                      |
| 2019                                                    | 148                                                     | 64                                                      | 55                                                      |
| 2020                                                    | 86                                                      | 44                                                      | 25                                                      |
| 2021                                                    | -                                                       | -                                                       | -                                                       |
| 2022                                                    | 108                                                     | 28                                                      | 18                                                      |
| 2023                                                    | 104                                                     | 50                                                      | 52                                                      |
| 2024                                                    | 136                                                     | 44                                                      | 40                                                      |